# HD 128356
HD 128356 — одиночная звезда в созвездии Гидры на расстоянии около 85 световых лет (около 26,1 парсек) от Солнца. Видимая звёздная величина звезды — +8,295m. Возраст звезды определён как около 5,1 млрд лет.
Вокруг звезды обращается, как минимум, одна планета.

## Характеристики
HD 128356 — оранжевая звезда спектрального класса K0, или K2,5IV, или K3V, или K3. Масса — около 0,841 солнечной, радиус — около 0,785 солнечного, светимость — около 0,371 солнечной. Эффективная температура — около 4814 K.

## Планетная система
В 2016 году группой астрономов было объявлено об открытии планеты HD 128356 b.
В 2019 году учёными, анализирующими данные проектов Hipparcos и Gaia, у звезды обнаружена планета HIP 71481 c.